# Ben Spanier

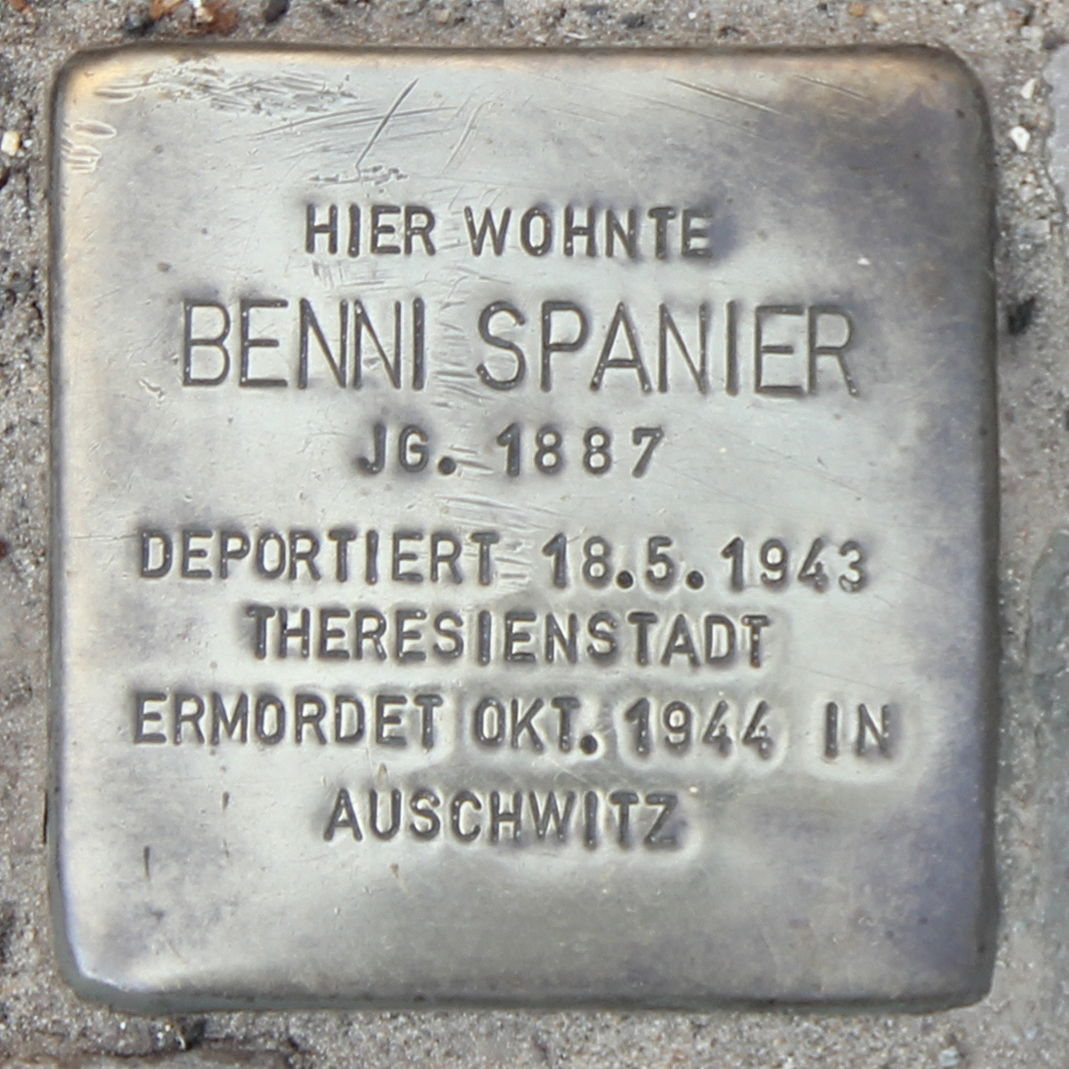
Stolpersteine am Haus Prager Straße 10, in Berlin-Wilmersdorf

Ben „Benni“ Spanier (geboren am 4. Oktober 1887 in München; gestorben um den 14. Oktober 1944 im KZ Auschwitz) war ein deutscher Theaterschauspieler, Hörspielsprecher, Schauspiellehrer, Hörspiel- und Theaterregisseur.

## Leben
Ben „Benni“ Spanier begann seine Laufbahn 1910 im Stadttheater von Mülhausen im Elsaß. Weitere Stationen waren ab Oktober 1911 Bern, München, Altona bei Hamburg. Er diente im Ersten Weltkrieg bei der bayerischen Armee und war anschließend im Residenztheater Berlin tätig, wo er erstmals auch als Regisseur arbeitete.
In Frankfurt am Main war Spanier von 1919 bis 1931 Ensemblemitglied des Schauspielhauses. In Frankfurt machte er sich einen Namen als Charakterdarsteller ebenso wie als Regisseur. Er feierte in Frankfurt große Erfolge und trat unter anderem in Carl Zuckmayers Der Schinderhannes, Kornfelds Kilian oder die gelbe Rose, František Langers Die Bekehrung des Ferdisch Pistora und René Schickeles Hans im Schnakenloch auf. In diesen zwölf Jahren spielte er an der Seite von Kollegen wie Heinrich George, Toni Impekoven, Fritz Odemar und Paul Verhoeven sowie der späteren NS-Verfolgten Jakob Feldhammer, Theodor Danegger und Lilli Kann. Zudem war er Schauspiellehrer an der dortigen Schule.
Seit 1932 in Berlin ansässig, überließ Fritz Hirsch Spanier kleine Gelegenheitsaufgaben. Nach der Machtübernahme der Nationalsozialisten wurde Spanier im Februar 1933 auf Grund der „Arisierungsbestrebungen“ entlassen. Benni Spanier schloss sich dem soeben gegründeten Jüdischen Kulturbund Rhein-Ruhr an, wo er seine Schauspielkarriere noch fortsetzen konnte, aber vor allem Regie führte. Auch die letzte Aufführung des Kulturbundes, Ferenc Molnárs Komödie Spiel im Schloß, wurde von ihm inszeniert. Er wurde dort als Angestellter geführt und so konnten er und seine Frau ihre Wohnung weiter unterhalten.

## Verschleppung in Konzentrationslager
Noch vor der Auflösung des Jüdischen Kulturbundes am 11. September 1941, geriet Spanier ins Abseits. Das Ehepaar war gezwungen eine kleine Wohnung in der Trautenaustraße zu bewohnen. Das Grundstück war zum Teil ausgebombt. Eine Untermieterin wurde im August 1942 deportiert. Am 18. Mai 1943 wurde schließlich auch Spanier deportiert und kam in das KZ Theresienstadt. Dort durfte Spanier Spiel im Schloß mit Lagerinsassen erneut aufführen, war aber zwischen dem Oktober 1943 und dem August 1944 auch in anderen Stücken (z. B. Nathan der Weise) zu sehen gewesen und nahm überdies an Lesungen (Georg Hermanns Jettchen Gebert, Wiener Gedichte der Jahrhundertwende, klassische Balladen etc.) teil.
Am 12. Oktober 1944 wurde Spanier ins KZ Auschwitz-Birkenau verbracht und dort wohl gleich nach seiner Ankunft vergast.

## Privatleben
Ben Spanier war verheiratet mit Bella Clara Spanier, geborene Schottenfels. Sie wurde ebenfalls im Oktober 1944 in Auschwitz ermordet. Die beiden hatten eine gemeinsame Tochter, die dem Zugriff der Nazis durch einen Kindertransport nach England entzogen werden konnte. Am 9. Juni 2009 wurde vor seinem ehemaligen Wohnhaus in Berlin-Wilmersdorf für ihn und seine Frau zwei Stolpersteine verlegt. Diese wurden von der Tochter gespendet.

## Hörspiele
Ben Spanier war umfangreich an Hörspielproduktionen bei der Südwestdeutschen Rundfunkdienst AG in Frankfurt am Main beteiligt. So weist die in den Anfangsjahren noch unvollständige ARD-Hörspieldatenbank (Stand: Oktober 2023) für den Zeitraum vom 23. April 1924 bis zum 23. Juni 1929 insgesamt 100 Datensätze auf, bei denen er vorwiegend als Regisseur(87), aber auch als Sprecher und in anderen Funktionen aufgeführt ist.